# Lee Soo-bin
Ne doit pas être confondu avec Lee Soo-bin (footballer).
Lee Soo-bin (en coréen : 이수빈), né le 16 janvier 1939, est le PDG de Samsung Life. Il est aussi PDG du Groupe Samsung entre le 22 avril 2008 et le 24 mars 2010, remplaçant provisoirement Lee Kun-hee durant le scandale de corruption le concernant.
Il n'a aucun lien de parenté avec la famille Lee du Groupe Samsung.

## Biographie
Lee Son-bin est diplômé de la Harvard Business School et de l'Université nationale de Séoul. Il rejoint le Groupe CJ en 1965, puis devient président de Cheil Industries en 1978. Il dirige successivement plusieurs entreprises liées au Groupe Samsung, et est depuis décembre 2018 le président de l'Institut de Recherche Économique Samsung.